# Charles Massi
Charles Massi; (Nana-Mambéré, 25 de julio de 1951-Bangui, 8 de enero de 2010), líder político centroafricano. Ex Ministro de Energía y Recursos Minerales de la administración de Ange-Félix Patassé. Dirigente del Foro Democrático para la Modernidad (FODEM) y excandidato presidencial en dos elecciones.

## Estudios
Fue educado en la escuela primaria de Baboua, Nana-Mambéré, para luego asistir a la Escuela Bartolomé Boganda y en la Universidad de Bangui, donde se licenció en Química, Biología y Geología. En 1973 viajó a Francia, donde estuvo en la Escuela del Servicio de Salud del Ejército en la ciudad de Burdeos y en la Escuela Mixta de Medicina de París.

## Carrera política
En 1991 fundó el Comité de Información y Defensa de la Democracia. Con el triunfo de Ange-Félix Patassé en las elecciones de 1993 accedió al Ministerio de Energía y Recursos Minerales. En 1997 asumió como Ministro de Agricultura y Ganadería.
El 27 de noviembre de 1997 fundó el Foro Democrático para la Modernidad (FODEM) y se puso del lado de la oposición al oponerse a la corrupción del gobierno.
Elegido Diputado por Nana-Mambéré (1998-2003), ejerciendo hasta la suspensión del Congreso con el golpe militar que François Bozizé dirigió contra el gobierno y que suspendió la Constitución.
En las elecciones presidenciales de 1999 fue abanderado presidencial de su colectividad, alcanzando el 1,31% de los votos. 
En junio de 2003 asumió como segundo vicepresidente del Consejo de Transición Nacional y en 2005 fue reelegido Diputado por la misma provincia que representaba, en esta oportunidad obtuvo el 52,39% de la votación, siendo una de las más altas votaciones del país.
Se presentó nuevamente a las elecciones presidenciales de 2005, logrando ahora un quinto lugar con 3,22%. Su candidatura había sido rechazada, pero la Comisión Electoral Independiente le permitió inscribirse y participar. En segunda vuelta firmó un acuerdo para que FODEM se sumara a la opción presidencial de François Bozizé contra la candidatura de Martin Ziguélé.
Este apoyo en el balotaje le valió el nombramiento de Ministro de Transporte y Aviación Civil (2005), debiendo dejar su escaño parlamentario. En 2006 fue cambiado al Ministerio de Desarrollo Rural, cargo que ejerció hasta 2008.

## Rebelión y desaparición
Fue desvinculado de sus cargos en 2008 por su postura anticorrupción. Desde su salida fue elegido coordinador político de la Unión de Fuerzas Democráticas para la Reagrupación (UFDR), grupo rebelde opositor al gobierno de Bozizé. Esta razón le valió la expulsión del FODEM y de la coalición denominada "Mayoría Presidencial".
Terminó siendo expulsado del país, al que intentó retornar en 2009 pero es detenido por las fuerzas policiales de Chad, argumentando que su presencia en la zona intentaba desestabilizar a un país vecino. Un nuevo grupo insurgente se creó después de esto, la Convención de Patriotas por la Justicia y la Paz (PJCC), que aún se mantiene activo.
Se le comunica a Denise Massi, su esposa, que Charles Massi habría muerto el 8 de enero de 2010, en los alrededores de Bossembélé. Sin embargo el Ministerio de Defensa del gobierno de Bozizé negó formalmente su participación en el asesinato del líder de la oposición. A finales del mes de enero Bozizé reconoció el homicidio con cierto desdén por las grupos de derechos humanos que reclamaban en el país.
Una investigación posterior, ordenada bajo presiones del Embajador de Francia, determinó en agosto de 2010 que no se había hallado evidencia que Massi hubiese muerto en Bossembélé y se estableció en consecuencia que se presume con vida, pero desaparecido.